# Jean-Pierre Bisson
Pour les articles homonymes, voir Bisson.
Jean-Pierre Bisson, né le 15 février 1944 à Charenton-le-Pont et mort le 12 décembre 1995 à Beaune, est un acteur français.

## Biographie
Issu d’un milieu modeste, Jean-Pierre Bisson naît le 15 février 1944 à Charenton-le-Pont (département de la Seine à l'époque). Durant les années 1960, il exerce le métier d’instituteur, mais ses convictions anticonformistes exprimées avec fougue et violence se heurtent rapidement au conservatisme de l’Éducation nationale. Il démissionne et devient reporter-photographe pour la maison de disques Pathé-Marconi. 
Le milieu du spectacle convient mieux à son tempérament expansif et il décide de devenir comédien. Inscrit au cours Dullin, il a Jean-Pierre Darras, Jean-Paul Moulinot et Lucien Arnaud pour professeurs. Jean-Pierre Bisson débute modestement sur la scène du théâtre de Chaillot dans L’Agression suivi, en 1966, par des rôles plus importants dans Les Justes de Camus et Le Silence de la mer de Vercors. 
Les bouleversements apportés par les événements de mai 1968 coïncident avec son esprit contestataire et ses conceptions artistiques novatrices. Il s’engage avec passion dans l’écriture et la mise en scène de différents spectacles tels que Le Matin rouge (Pierre Jean Oswald, 1969), La Passion en bleu, blanc, rouge et Sarcelles sur Mer, qu’il joue lui-même. Il interprète alors son premier rôle au cinéma, un intellectuel de gauche devenu ouvrier, frère de Marie-José Nat, dans Élise ou la Vraie Vie de Michel Drach.
Nommé directeur du Centre dramatique national de Nice en 1975, il monte des spectacles originaux et controversés avant de quitter l’institution trois ans plus tard. Il poursuit également sa carrière d'acteur de second  rôle dans Lily aime-moi avec Patrick Dewaere en 1975 et en 1982 dans Le Quart d'heure américain avec Gérard Jugnot. Il enchaîne avec Jacques Rouffio, le réalisateur de La Passante du Sans-Souci l'engage dans son film Mon beau-frère a tué ma sœur avec Michel Serrault, Michel Piccoli, Juliette Binoche. Puis il tourne avec Robert Enrico Zone rouge. Bisson poursuit également ses activités d’auteur dramatique avec Toute honte bue (1982), Balise de toi (1985) et La peau trop fine (1992).
Jean-Pierre Bisson se plaît dans la noirceur, le cynisme et l’arrogance dissimulant parfois une sensibilité d’écorché vif tel le maître chanteur manchot, brutal et pitoyable de Mort un dimanche de pluie, donnant la réplique à Jean-Pierre Bacri, Nicole Garcia et Dominique Lavanant. Mais à partir des années 1980, il apparaît de plus en plus fréquemment au cinéma, composant, avec une évidente délectation, une galerie d’individus peu recommandables : banquier fripouille et désinvolte dans Association de malfaiteurs, aux côtés de François Cluzet, Christophe Malavoy, Claire Nebout, Hubert Deschamps, Véronique Genest, mais de manière déroutante réhabilité dans le dénouement.
Il partage avec Jean-Pierre Marielle la vedette du film Les mois d'avril sont meurtriers, où il interprète un tueur sadique. Il tourne ensuite dans La Couleur du vent réalisé par Pierre Granier-Deferre, grand metteur en scène français. Yves Boisset et Jean-Pierre Bisson se retrouvent à nouveau pour le tournage de La Tribu. Puis il enchaîne Radio Corbeau où il est un commissaire de police méprisant et sagace.
En 1990, il joue aux côtés de François Négret, Patrick Bouchitey, Serge Reggiani dans Plein fer. Il participe à l'épopée 37,2 le matin et au film intimiste Lune froide de Patrick Bouchitey. On le voit également dans Germinal de Claude Berri, où il interprète un gargotier désabusé.
En 1994, il réalise et interprète le rôle principal de Montana Blues, distribué sur les écrans en septembre 1995. Trois mois après la sortie de ce film, il meurt d'une crise cardiaque. Il est enterré au cimetière de Maisons-Alfort.
Il est père de cinq enfants, François, Stéphane, Mathieu, Julia et Diego.

## Filmographie

### Cinéma
- 1970 : Élise ou la vraie vie de Michel Drach (Lucien)
- 1975 : Lily aime-moi de Maurice Dugowson (Le frère de Flo)
- 1976 : Mon cœur est rouge de Michèle Rosier (L'auto-stoppeur)
- 1982 : Le Quart d'heure américain de Philippe Galland (Patrice)
- 1985 : Une femme ou deux de Daniel Vigne (Gino)
- 1986 : Mort un dimanche de pluie de Joël Santoni (Cappy Bronsky)
- 1986 : Suivez mon regard de Jean Curtelin (Un pilier de bistrot)
- 1986 : 37°2 le matin de Jean-Jacques Beineix (Le commissaire)
- 1986 : Zone rouge de Robert Enrico (Commissaire Mercier)
- 1986 : Mon beau-frère a tué ma sœur de Jacques Rouffio (D'H)
- 1986 : Lucky Ravi de Vincent Lombard (Hotel Manager)
- 1987 : D'une heure à l'autre, court métrage de Pierre Devet
- 1987 : La Nuit de l'océan d'Antoine Perset : Pierre da Costa
- 1987 : Les Mois d'avril sont meurtriers de Laurent Heynemann (Gravier)
- 1987 : Association de malfaiteurs de Claude Zidi (Bernard Hassler)
- 1987 : D'une heure à l'autre de Pierre Devey
- 1988 : La Couleur du vent de Pierre Granier-Deferre (Colbert)
- 1989 : Moitié-moitié de Paul Boujenah (Le PDG de Sarah)
- 1989 : Radio Corbeau d'Yves Boisset (Bouthier)
- 1990 : Jean Galmot, aventurier d'Alain Maline (Blaise Cendrars)
- 1990 : Plein fer de Josée Dayan (Casino)
- 1991 : Lune froide de Patrick Bouchitey (Gérard, le beau-frère de Dédé)
- 1991 : La Tribu d'Yves Boisset (Maréchal)
- 1992 : Comme un bateau, la mer en moins, de Dominique Ladoge (L'instituteur Burgère)
- 1992 : La Nuit de l'océan d'Antoine Perset (Pierre da Costa)
- 1993 : Germinal de Claude Berri (Rasseneur)
- 1994 : Bonsoir de Jean-Pierre Mocky (Marcel Dumont)
- 1995 : Montana Blues de Jean-Pierre Bisson (Tom)
- 1996 : Pourvu que ça dure de Michel Thibaud (Jacques Dubreuil)

### Télévision
- 1974 : Sarcelles-sur-Mer, téléfilm de Patrick Martin (Le maître)
- 1974 : Ce que savait Morgan de Luc Béraud, épisode de la série télévisée française Nouvelles d'Henry James
- 1979 : Les Cinq Dernières Minutes épisode Chassez le naturel de Claude Loursais : (Louis)
- 1979 : La Maréchale d'Ancre, téléfilm de Jean Kerchbron (Borgia)
- 1981 : Le Voyage du Hollandais, téléfilm de Charles Brabant (Paul Gauguin)
- 1981 : Le Petit Théâtre d'Antenne 2, série télévisée (1 épisode : Il y avait foule au manoir de Jean Tardieu)
- 1982 : La Sorcière téléfilm de Charles Brabant (Le seigneur)
- 1982 : Jupiter 81, téléfilm de Maurice Frydland (Le metteur en scène)
- 1982 : Rock, téléfilm de Michel Treguer (Jean-Pierre Brisson)
- 1984 : Besoin d'amour à Marseille, téléfilm de Bernard Bouthier (Charles)
- 1985 : Colette, série télévisée de Gérard Poitou-Weber (Willy)
- 1986 : L'Inconnue de Vienne de Bernard Stora (Lebeau)
- 1987 : L'Heure Simenon (1 épisode : Le fils Cardinaud), série télévisée (Cardinaud)
- 1987 : Les Passions de Céline, série télévisée de Josée Dayan (Jean-Charles)
- 1987 : Série noire, série télévisée (2 épisodes) Walter)
- 1988 : L'Argent, téléfilm de Jacques Rouffio (Jantrou)
- 1988 : La Croisade des enfants, téléfilm de Serge Moati (Sire Hugues)
- 1988 : Sueurs froides (1 épisode : La belle ouvrage), série télévisée (Étienne Varlon)
- 1988 : La Maison de Jeanne de Magali Clément (Georges)
- 1989 : L'ingénieur aimait trop les chiffres, téléfilm de Michel Favart (Daniel Mareuil)
- 1989 : Le Suspect, téléfilm d'Yves Boisset
- 1989 : À corps et à cris, téléfilm de Josée Dayan (Valentin Lozère)
- 1990 : La Goutte d'or, téléfilm de Marcel Bluwal (Mage)
- 1990 : L'Ami Giono: Le déserteur de Gérard Mordillat (Edmond)
- 1990 : Les Cadavres exquis de Patricia Highsmith, série télévisée (1 épisode : L'amateur de frissons)
- 1990 : Le Blé en herbe, téléfilm de Serge Meynard (Le père de Phil)
- 1991 : Sortie interdite, téléfilm de Daniel Moosmann
- 1991 : Les Carnassiers, téléfilm  d'Yves Boisset (Marc Antoine)
- 1991 : Cavale, téléfilm de Serge Meynard : (Robert)
- 1991 : La Nuit des fantômes, téléfilm de Jean-Daniel Verhaeghe (Balthazar)
- 1992 : Mes coquins, téléfilm de Jean-Daniel Verhaeghe (Calixte)
- 1992 : Commissaire Moulin, série télévisée d'Yves Rénier (1 épisode : Non-assistance à personne en danger) (Le beau-père de Momo)
- 1992 : Les Genoux cagneux, téléfilm d'Hervé Baslé (Le père de Mathieu)
- 1992 : 2 bis, rue de la Combine, téléfilm d'Igaal Niddam (Dambreville)
- 1992 : Le Lyonnais (1 épisode : Cérémonie religieuse), série télévisée de Joannick Desclers (Le docteur Osame)
- 1993 : Antoine Rives, juge du terrorisme, série télévisée (3 épisodes) (Le commissaire Bellec)
- 1993 : Prat et Harris, téléfilm de Boramy Tioulong
- 1993 : Chambre froide, téléfilm  de Sylvain Madigan (Arnold)
- 1995 : La Belle de Fontenay, téléfilm de Paule Zajderman (Jovillar)
- 1995 : Quatre pour un loyer, téléfilm de Georges Barrier
- 1995 : Adrien Lesage: Ma fille est impossible, téléfilm de Jacques Monnet (Georges Valière)
- 1995 : Le Groom, téléfilm de Paul Racer (Alexandre)
- 1994 : La Règle de l'homme, téléfilm de Jean-Daniel Verhaeghe (Hippolyte Bibard)
- 1996 : Adrien Lesage: Un week-end en Bourgogne, téléfilm d'Alain Bonnot : (Georges Valière)
- 1996 : Navarro (1 épisode : Le cimetière des sentiments), série télévisée de Patrick Jamain (Strasser)
- 1996 : Le R.I.F. (1 épisode : L'île des loups), série télévisée de Michel Andrieu (Antoine Lespert)
- 1996 : La Nouvelle Tribu, série télévisée de Roger Vadim (Noël)

## Théâtre
- 1969 : Le Matin rouge de Jean-Pierre Bisson, mise en scène de l'auteur, théâtre de Plaisance, Paris[1]
- 1973 : Sarcelles-sur-Mer de Jean-Pierre Bisson, mise en scène de l'auteur et de Jean-François Prévand, Théâtre des Amandiers[2]
- 1973 : Smoking ou les Mauvais Sentiments de Jean-Pierre Bisson, mise en scène de l'auteur, Festival d'automne à Paris
- 1974 : Cesare 1950 de Jean-Pierre Bisson, mise en scène de l'auteur, Festival d'Avignon
- 1975 : Cesare 1950 de Jean-Pierre Bisson, mise en scène de l'auteur, théâtre de Nice
- 1975 : Le Balcon de Jean Genet, mise en scène Antoine Bourseiller, théâtre du Gymnase
- 1975 : Barbe-bleue et son fils imberbe de Jean-Pierre Bisson, mise en scène de l'auteur, théâtre de Nice
- 1976 : Barbe-bleue et son fils imberbe de Jean-Pierre Bisson, mise en scène de l'auteur, théâtre Récamier
- 1976 : Sarcelles-sur-Mer de Jean-Pierre Bisson, mise en scène de l'auteur et Catherine Margerit, théâtre de Nice
- 1976 : Encore un militaire de Jean-Pierre Bisson, mise en scène de l'auteur, théâtre de Nice, théâtre Récamier
- 1979 : S.T. de Federico García Lorca, mise en scène Antoine Bourseiller, théâtre Montparnasse
- 1980 : Kean d'après Alexandre Dumas, mise en scène Jean-Pierre Bisson, Festival d'Avignon
- 1985 : L'Indien sous Babylone de Jean-Claude Grumberg, mise en scène Marcel Bluwal,  Théâtre La Bruyère